# Tobelo
Tobelo är en ort i Indonesien.   Den ligger i provinsen Maluku Utara, i den nordöstra delen av landet, 2 500 km öster om huvudstaden Jakarta. Tobelo ligger 11 meter över havet och antalet invånare är 10 000.
Terrängen runt Tobelo är platt åt nordost, men åt sydväst är den kuperad. Havet är nära Tobelo åt nordost.  Det finns inga andra samhällen i närheten. 